# Charles Renel
Charles Renel est un écrivain français né en 1866 et mort en 1925. Installé à Madagascar jusqu'à la fin de sa vie, il est l'auteur de nombreux ouvrages relatifs à cette nouvelle colonie, en particulier Le “Décivilisé”, qui paraît en 1923. Il y exerce aussi une activité d'ethnographe amateur et réunit au début du XXe siècle une collection d'art et d'artisanat malgache, aujourd'hui dispersée dans plusieurs musées français.